# Гебхард IV фон Кверфурт-Наумбург
Гебхард IV фон Кверфурт-Наумбург (на немски: Gebhard IV (XIV) von Querfurt-Naumburg; * ок. 1320; † 25 ноември 1383) от фамилията на графовете Кверфурти на род Мансфелд, е господар на Кверфурт-Наумбург.

## Произход
Той е син на Бруно III фон Кверфурт († 3 септември 1367) и съпругата му Мехтилд фон Барби-Мюлинген (* ок. 1278), дъщеря на граф Албрехт IV фон Барби-Мюлинген († сл. 1312) и Луитгард фон Хонщайн († сл. 1279). Внук е на Герхард II фон Кверфурт († сл. 1300) и графиня Луитгард фон Регенщайн († сл. 1274). Сестра му Юта († сл. 1370) се омъжва за граф Хайнрих VI фон Глайхен-Tona († 1379).

## Фамилия
Първи брак: с графиня Елизабет фон Мансфелд († 21 декември 1358), дъщеря на дъщеря на граф Буркхард V фон Мансфелд-Кверфурт († 1358) и гарфиня Ода фон Вернигероде († 1343). Те имат децата:
- Бруно V фон Кверфурт († между 25 ноември 1402 и 15 март 1403), женен за Елизабет фон Хонщайн († сл. 26 март 1393)
- Албрехт IV фон Кверфурт († 12 март 1403/12 юни 1404), архиепископ на Магдебург (1383 – 1403)
- Буркхард фон Кверфурт († сл. 1382), епископ на Мерзебург (1382 – 1384)
- Фолрад фон Кверфурт († сл.1353)
- Мехтилд фон Кверфурт (1346; † 5 юни 1369)

Втори брак: сл. 6 април 1362 г. с графиня Хелена фон Шварцбург (* ок. 1342; † 1382), вдовица на граф Албрехт I фон Мансфелд († 1361/1362), дъщеря на граф Хайнрих IX (VIII) фон Шварцбург (1300 – 1358) и Хелена фон Шауенбург († 1341). Те имат децата:
- Хайнрих фон Кверфурт († сл. 1394/сл. 1412)

Трети брак: с Мехтилд (Юта) фон Шварцбург-Бланкенбург († 1370/1372), дъщеря на граф Хайнрих XII фон Шварцбург-Бланкенбург-Зондерсхаузен († 1372) и графиня Агнес фон Хонщайн-Зондерсхаузен († 1382/1389). Те имат децата:
- Гебхард фон Кверфурт († сл. 1390)
- Йохан фон Кверфурт († сл. 1418)
- Протце фон Кверфурт III (* 1369/1370; † 16 юни 1426, убит в битката при Аусиг), женен I. ок. 1405 г. за Агнес фон Глайхен († пр. 1412), II. ок. 1413 г. за Агнес фон Байхлинген
- Бурхард VII (Бусо) фон Кверфурт († 1406), женен ок. 1404 г. за Елизабет фон Хонщайн († 1446/1447), няма деца
- Юта (Бригита) фон Кверфурт († сл. 1411), омъжена 1386 г. за княз Зигисмунд I фон Анхалт-Цербст († 1405)
- Елизабет фон Кверфурт († 1452), омъжена I. за Конрад (Курт) фон Хадмерслебен-Егелн († 1416), II. пр. 4 февруари 1419 за княз Албрехт IV фон Анхалт-Кьотен († 1423)